# Wyspy Marshalla na Letnich Igrzyskach Olimpijskich 2008
Wyspy Marshalla na XXIX Letnich Igrzyskach Olimpijskich w Pekinie reprezentowało pięcioro sportowców w trzech dyscyplinach sportu.
Był to pierwszy start Wysp Marshalla na letnich igrzyskach olimpijskich.

## Reprezentanci

### Lekkoatletyka
- bieg na 800 m kobiet: Haley Nemra – odpadła w eliminacjach (38. czas)
- bieg na 100 m mężczyzn: Roman Cress – odpadł w eliminacjach (72. czas)

### pływanie
- 50 m stylem dowolnym: Julianne Kirchner – odpadła w eliminacjach (75. czas)
- 100 m mężczyzn stylem grzbietowym: Jared Heine – odpadł w eliminacjach (43. czas na 45 pływaków)

### Taekwondo
- turniej mężczyzn (do 80 kg): Anju Jason – odpadł w 1/8 finału